# Jardín del Palacio de Buckingham
El Jardín del Palacio de Buckingham (en inglés: Buckingham Palace Garden) es un gran parque privado contiguo al Palacio de Buckingham, la residencia en Londres de la Corona británica. Está situado en la parte trasera (al oeste) del palacio, ocupando 17 hectáreas de la Ciudad de Westminster. Constituye el jardín privado más grande de la capital inglesa y está rodeado por Constitution Hill al norte, Hyde Park Corner al oeste, Grosvenor Place al suroeste, y los Royal Mews, la Queen's Gallery y el Palacio de Buckingham al sur y al este.
La conexión de la Corona con la parcela que actualmente ocupa el jardín se remonta a 1609, cuando Jacobo I compró cuatro acres de terreno (unas dos hectáreas) «cerca de su palacio de Westminster para plantar moreras». El jardín ocupa gran parte de la superficie del antiguo Goring Great Garden, llamado así en honor a Lord Goring, residente en una de las primeras casas señoriales de la zona. En 1664 la mansión de Goring, junto con el alquiler de los terrenos, fue comprada por Henry Bennet, el I conde de Arlington. En 1674, la casa fue destruida por un incendio y Arlington construyó una nueva en su lugar, llamada Arlington House. Esta casa fue vendida por la hija de Arlington a John Sheffield, conde de Mulgrave. Después de que en 1703 se le concediera el título de duque de Buckingham y Normanby, John Sheffield ordenó la construcción de una nueva mansión en estos terrenos, llamada Buckingham House. Su arquitecto fue William Talman y su constructor William Winde. Sheffield prestó una gran atención al paisajismo, por lo que contrató a Henry para que diseñara un elaborado jardín francés, con parterres y un canal central. A finales del siglo xviii, la Buckingham House fue adquirida por Jorge III, cuyo sucesor, Jorge IV, contrató a John Nash para que remodelara la mansión, que fue renombrada Buckingham Palace (Palacio de Buckingham). Nash contrató a William Townsend Aiton para que implementara los diseños de un nuevo jardín. La obra de Aiton constituye la base del jardín actual.
El Jardín del Palacio de Buckingham es el escenario de las fiestas anuales del monarca en el jardín. En junio de 2002, la reina Isabel II invitó al público al jardín por primera vez durante su reinado. Como parte de las celebraciones por su Jubileo de Oro, miles de británicos fueron invitados a solicitar entradas para el concierto Party at the Palace, en el que Brian May, el guitarrista de Queen, realizó su solo de guitarra de God Save the Queen en la azotea del Palacio de Buckingham. Este concierto fue precedido la tarde anterior por Prom at the Palace, un concierto de música clásica. En 2006, durante las celebraciones por el 80.º cumpleaños de la reina, el jardín fue el escenario de Children's Party at the Palace.
El jardín está catalogado con grado II* en el Registro de Parques y Jardines Históricos de Inglaterra. Las plantas son variadas y exóticas, con una morera que data de la época de Jacobo I. Entre sus elementos de interés se encuentran un gran lago del siglo xix que antiguamente estaba habitado por una colonia de flamencos y el Waterloo Vase. También hay una casa de verano atribuida a William Kent, una plataforma para helicópteros en el césped bajo la West Terrace y una pista de tenis. A diferencia de los cercanos Parques Reales de Londres, el Jardín del Palacio de Buckingham habitualmente no está abierto al público. Sin embargo, cuando en agosto y septiembre el palacio está abierto, los visitantes pueden acceder a parte del jardín, que constituye la salida de la visita, a través de una tienda de regalos situada en una carpa de fiestas.

## Historia

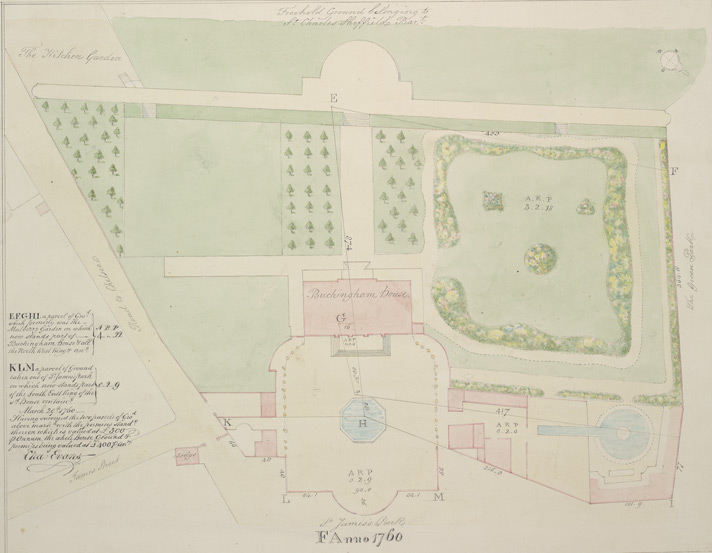
Los terrenos de Buckingham House en 1760, donde se construiría posteriormente el Palacio de Buckingham, mostrando el canal ornamental que fluía hacia el oeste, flanqueado por árboles.

El Jardín del Palacio de Buckingham se formó a partir del creado para el predecesor del palacio, la Buckingham House. El diseño paisajístico del jardín anterior fue obra de Henry Wise, quien construyó un elaborado jardín formal con un largo canal central que discurría hacia el sur desde la parte trasera de la casa. Wise recibió la importante cantidad de mil libras al año como pago por sus servicios. Posteriormente, las obras fueron asumidas por Capability Brown, aunque su proyecto no se ejecutó en su totalidad. El jardín fue rediseñado al mismo tiempo que se reconstruyó el palacio por William Townsend Aiton (del Real Jardín Botánico de Kew) y John Nash para Jorge IV. El gran lago artificial fue completado en 1828 y su suministro de agua procedía del Lago Serpentine de Hyde Park.
Más allá del lago hay un montículo artificial, llamado The Mound, construido en parte con la tierra que se excavó para crear el lago. Este montículo fue construido con el objetivo de tapar las vistas de los Royal Mews desde el palacio. Durante la época victoriana, el príncipe Alberto hizo construir un pabellón en el montículo. Conocido como The Milton o Comus Pavilion, estaba decorado con escenas de la mascarada de John Milton Comus, pintadas por algunos de los mejores artistas de la época. Abandonado después de la Primera Guerra Mundial, el pabellón fue derribado en 1928.
El jardín es mantenido por unos ocho jardineros a tiempo completo, junto con otros dos o tres trabajadores a tiempo parcial. Entre los árboles se encuentran plátanos, castaños de la India, arces plateados y un ciprés de pantano. En la esquina suroeste está la única morera que sobrevive de la plantación realizada por el rey Jacobo I en 1609, cuando intentó, sin éxito, criar gusanos de seda en el emplazamiento del actual Palacio de Buckingham. Actualmente, el jardín contiene la colección nacional de moreras del Reino Unido, que alberga unas cuarenta variedades.
El jardín es inspeccionado regularmente por personal del Museo de Historia Natural de Londres para detectar polillas, y ocasionalmente es visitado por cisnes blancos. En 1919 se construyó una pista de tenis en el jardín y, en la década de 1930, el futuro rey Jorge VI jugó contra Fred Perry en esta pista. En 2006, el equipo de arqueólogos del programa de televisión Time Team, liderado por Tony Robinson, realizó en el jardín la «gran excavación real» (Big Royal Dig). Los resultados fueron televisados, incluida alguna retransmisión en directo. Programada para contribuir a las celebraciones por el 80.º cumpleaños de la reina Isabel II, esta fue la 150.ª excavación de Time Team. Habitualmente, el jardín no está abierto al público, pero los visitantes del palacio durante su apertura estival salen por el jardín. Ocasionalmente se realizan visitas privadas.

### Fiestas en el jardín

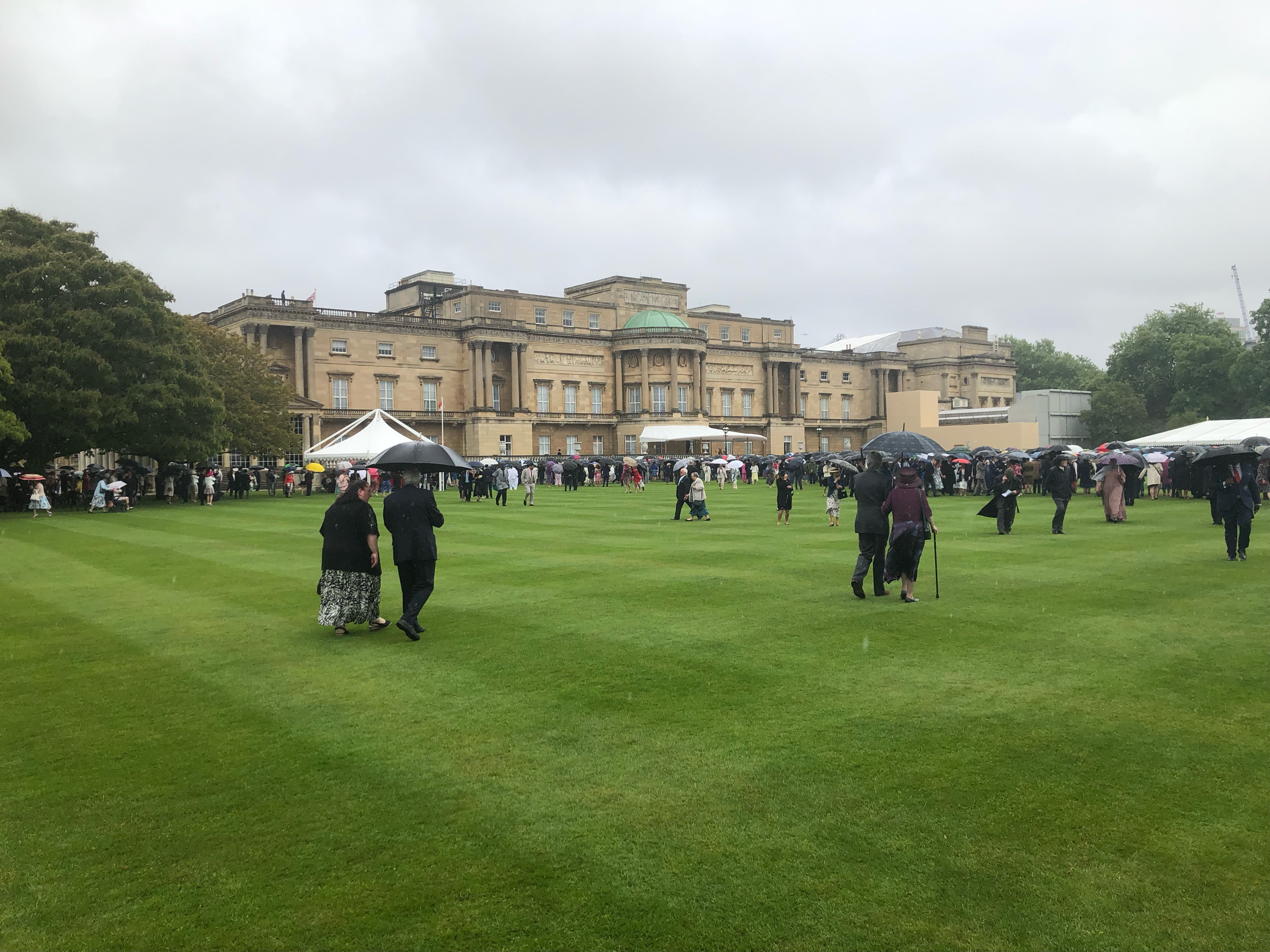
Una fiesta en el Jardín del Palacio de Buckingham en mayo de 2022.

El jardín ha sido el escenario de las fiestas reales en el jardín celebradas por la reina Isabel II. Aunque otros monarcas anteriores también habían celebrado espectáculos en el jardín, la tradición de realizar grandes fiestas formales en el jardín fue establecida por la reina Victoria, para cuyos jubileos de oro y de diamante se celebraron dos fiestas particularmente espléndidas en 1887 y 1897, respectivamente. En la actualidad, cada verano se celebran tres fiestas en el Jardín del Palacio de Buckingham y una en el Palacio de Holyrood en Edimburgo (Escocia). La reina también autorizó la celebración de fiestas adicionales: en 2008, por ejemplo, se celebraron fiestas por el centenario de la concesión de la Carta Real a la Cruz Roja Británica, por el centenario de la creación del Territorial Army y de la Not Forgotten Association, y para los asistentes de la Conferencia de Lambeth de ese año. Cada año, unos treinta mil invitados asisten a estas fiestas, que volvieron a realizarse en 2022, después de una suspensión de dos años debido a la pandemia de COVID-19. Las nominaciones para las invitaciones a las fiestas son realizadas por los lores tenientes, los departamentos del Gobierno, las fuerzas armadas, el cuerpo diplomático y una serie de organizaciones benéficas y sociedades. Estas nominaciones, que pretenden reconocer el servicio público, son aprobadas por el lord chambelán, que posteriormente emite las invitaciones en nombre de la reina.
Los invitados toman té y sándwiches en carpas de fiestas instaladas en el jardín. Justo antes de las 4:00 p. m. la reina y los miembros de la familia real que la acompañan salen de la Bow Room del palacio, mientras una banda toca el himno nacional. A continuación, avanzan a través de las filas de invitados hacia la carpa real, saludando a aquellos que han sido seleccionados previamente para este honor. Hay una segunda carpa privada reservada para los diplomáticos, mientras todos los demás asistentes usan la carpa general. Dos bandas militares se alternan tocando «un suministro continuo de música festiva».

## Descripción

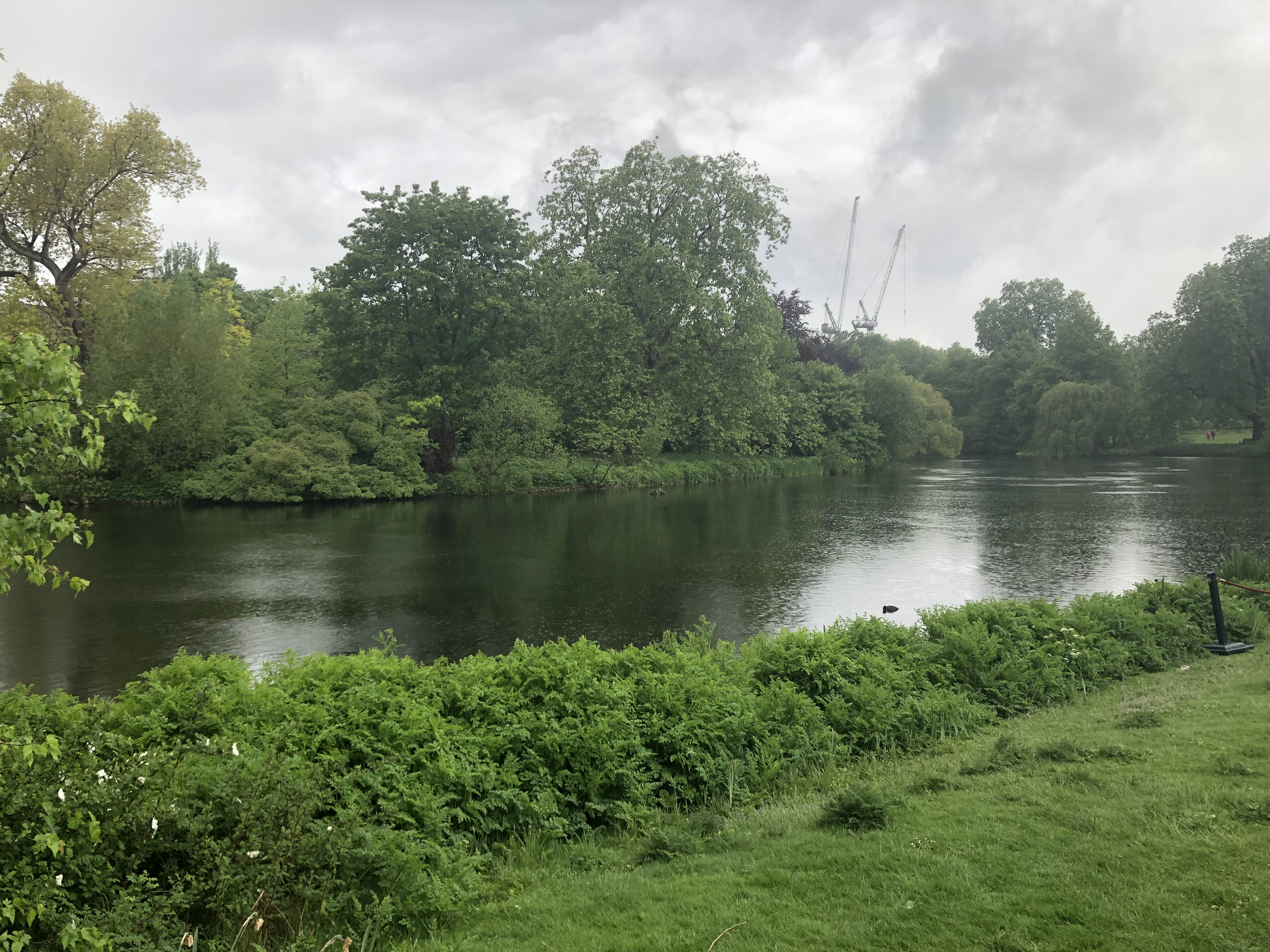
El lago del jardín.

El jardín, el más grande de Londres de carácter privado, ocupa 17 hectáreas y contiene más de mil árboles, trescientos veinticinco ejemplares de plantas silvestres y treinta y cinco especies diferentes de aves. Plano en su mayor parte, tiene aproximadamente forma triangular, con el Palacio de Buckingham en uno de sus vértices. La fachada occidental (trasera) del palacio se abre hacia una larga terraza, la West Terrace, que tiene vistas de un gran césped conocido como Main Lawn. Detrás del césped está el lago. El jardín está rodeado por un muro y, en su interior, por un sendero de grava que recorre su perímetro; de este sendero se desvían los caminos que rodean el césped, el lago y los jardines de flores. La especie de árbol dominante es el plátano de sombra (Platanus × acerifolia). Hay un gran número de árboles conmemorativos plantados para celebrar ocasiones señaladas de la realeza, continuando la tradición iniciada por la reina Victoria y el príncipe Alberto. Veinticuatro árboles del jardín están designados como Champion Trees en el Registro de Árboles de las Islas Británicas.

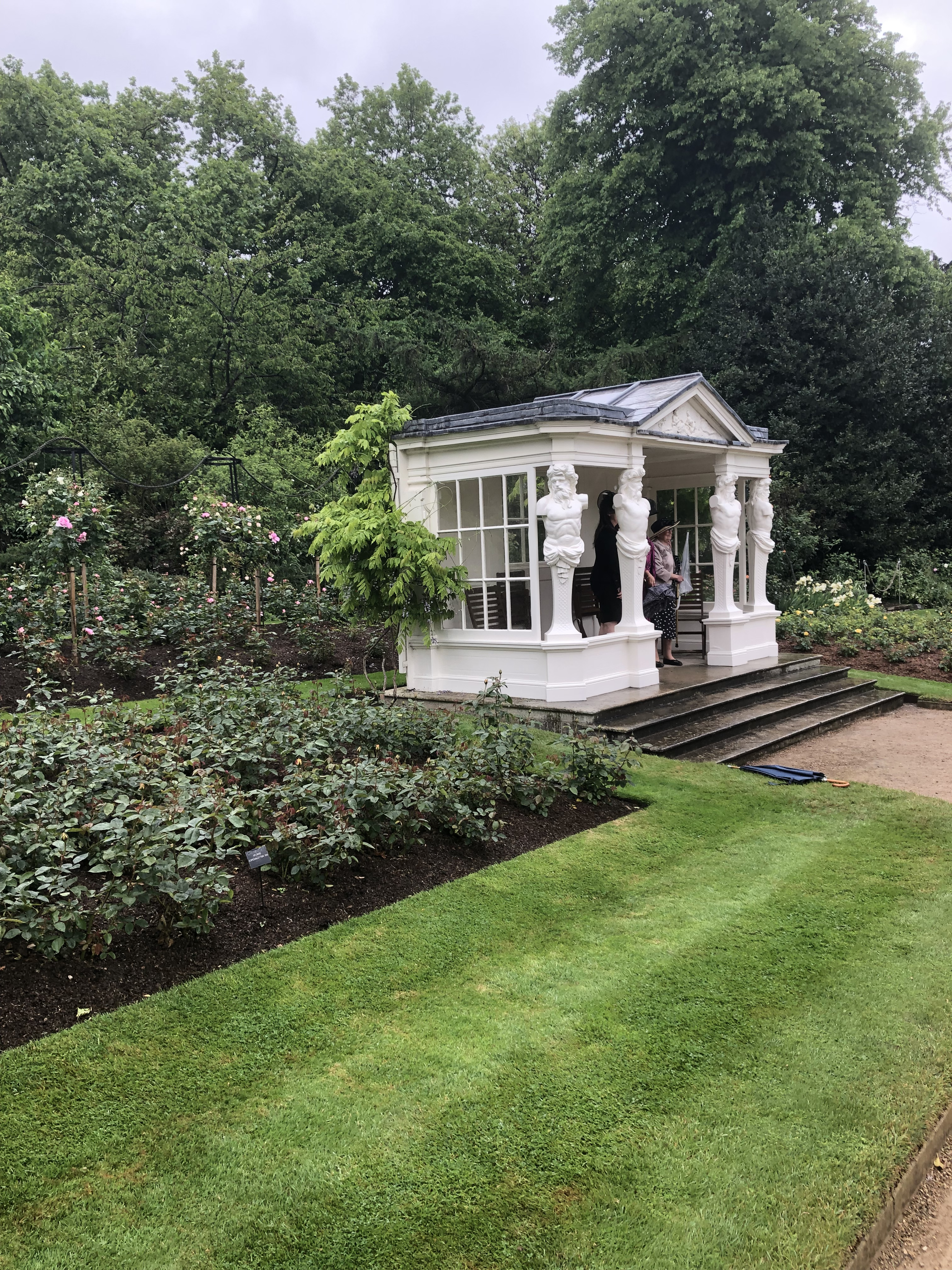
La casa de verano atribuida a William Kent.

El jardín también cuenta con varios elementos arquitectónicos. Uno de los más destacables es el Waterloo Vase, un gran jarrón encargado por Napoleón para conmemorar sus victorias militares futuras, que en 1815, tras la derrota francesa en la batalla de Waterloo, fue regalado sin acabar al príncipe regente. Después de que el rey hiciera que su base fuera completada por el escultor Richard Westmacott, con la intención de que fuera el punto focal de la nueva Cámara de Waterloo del Castillo de Windsor, se consideró que era demasiado pesado para cualquier suelo (con casi 5 metros de altura y un peso de 15 toneladas). Entonces fue regalado a la National Gallery, que finalmente se lo devolvió en 1906 al monarca, Eduardo VII. El rey Eduardo resolvió el problema colocando el jarrón en el jardín, donde permanece en la actualidad. Junto al lago hay un par de grullas ornamentales, un regalo que recibió Eduardo en una visita a la India como príncipe de Gales en 1875-1876.
Hay una casa de verano frente al Waterloo Vase, que fue trasladada allí desde el antiguo jardín de Admiralty House, situado en el otro extremo de The Mall. La estructura tiene la forma de un pequeño templo, con un frontón sostenido por cuatro atlantes. Peter Coats, en su estudio de 1978 The Gardens of Buckingham Palace, aprecia similitudes estilísticas con la obra de William Kent. Gran parte de las estatuas del jardín, incluidos los jarrones y urnas de la West Terrace, fueron diseñadas por Nash y construidas en piedra de Coade, un tipo de piedra artificial popular en las épocas Regencia y victoriana.
También hay un lago y una pista de tenis que data de 1919. El lago tiene 120 m de longitud y 50 m de anchura, y albergaba una colonia de flamencos hasta que fueron asesinados por zorros. Originalmente, el lago se alimentaba del agua del Lago Serpentine de Hyde Park, pero actualmente su agua proviene de un pozo perforado en el jardín. El agua es aireada por una cascada, instalada por Isabel II y el príncipe Felipe, que sustituyó a una cascada artificial construida por los padres de la reina, Jorge VI y la reina consorte Isabel. La gran isla en el centro del lago alberga cuatro colmenas en las que, en 1983, Isabel II emprendió la producción de miel. Los helicópteros aterrizan en el césped que hay delante de la West Terrace. El jardín contiene varios ejemplos de otro tipo de piedra artificial, la pulhamita, incluidos los dos puentes que conducen a la isla del lago y una gran rocalla.
Simon Bradley, en la edición revisada de 2003 de Pevsner Buildings of England, describe el Jardín del Palacio de Buckingham como «hermoso», mencionando particularmente «el lago irregular y la ingeniosa plantación pintoresca». El diseño del jardín también ha sido criticado: la revista Country Life sugirió que, después de Wise, no se ha contratado a ningún diseñador importante, y concluyó que carecía de cualquiera de las características propias de un verdadero jardín grandioso, «originalidad, sorpresa, vistas, arquitectura, estatuas y plantas», aunque reconocía la utilidad del jardín como «plataforma de aterrizaje para helicópteros».

### Monumentos catalogados

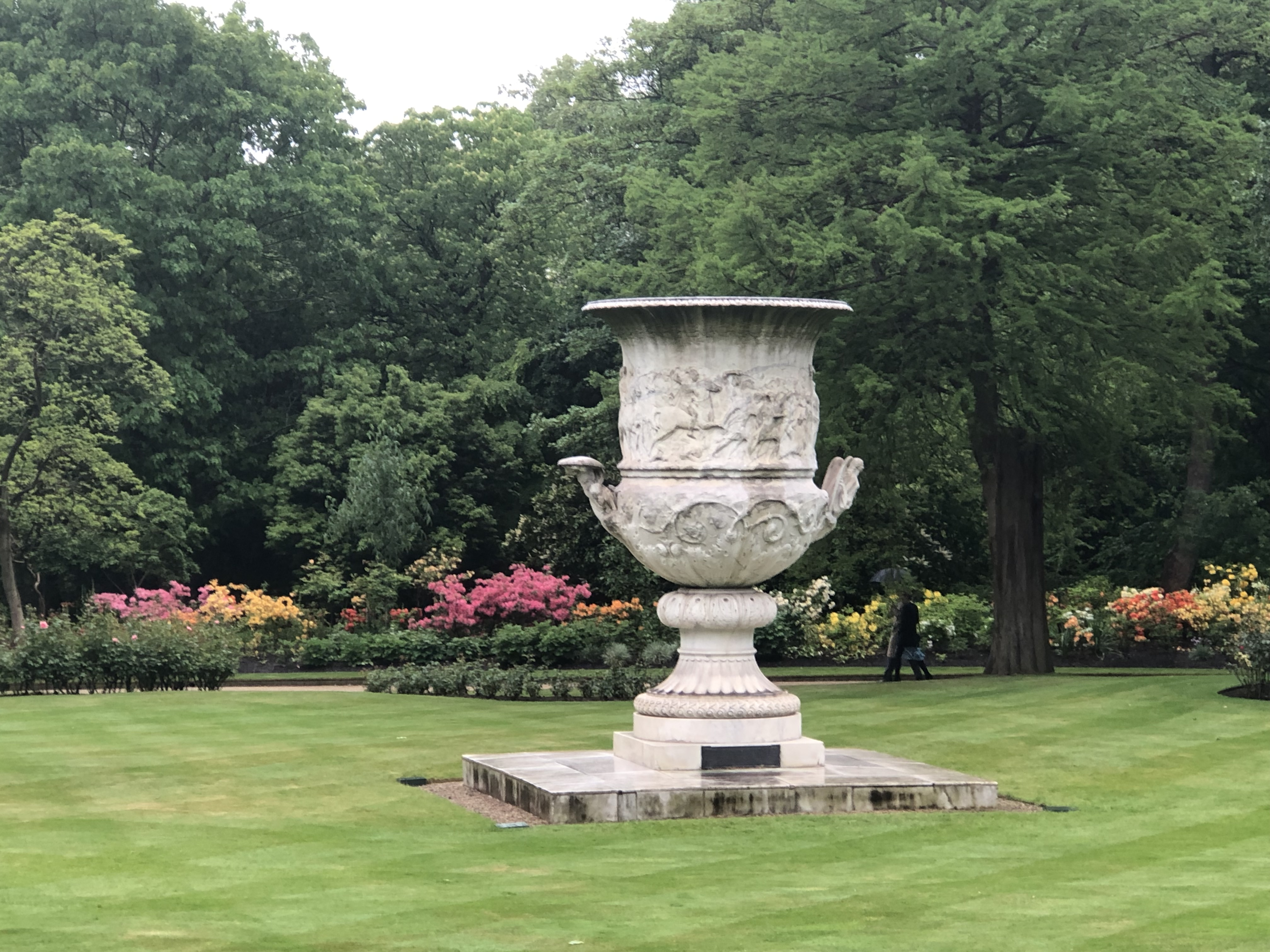
El Waterloo Vase.

El jardín está catalogado con grado II* en el Registro de Parques y Jardines Históricos de Inglaterra. El Waterloo Vase y la casa de verano de Kent son monumentos clasificados de grado I. Las siguientes estructuras, situadas en el perímetro del jardín, también son monumentos clasificados de grado I: el muro perimetral que lo rodea, la columnata de entrada al jardín a la derecha del palacio, la columnata hacia el Ambassadors' Court a la izquierda del palacio, la entrada principal al Ambassadors' Court desde Buckingham Palace Road, el muro que rodea la escuela real de equitación, la propia escuela de equitación, los Royal Mews y dos edificios anexos a los Mews. Una sección secundaria de los Royal Mews y cuatro farolas situadas delante de la escuela de equitación están catalogadas con grado II.